# Jannes Wulff
Jannes Wulff (* 14. September 1999 in Stade) ist ein deutscher Fußballspieler.

## Karriere
Er begann mit dem Fußballspielen in dem von den niedersächsischen Vereinen SV Ahlerstedt/Ottendorf und Heeslinger SC verantworteten Jugendförderverein. Im Sommer 2017 wurde er dort in den Kader der ersten Mannschaft in der Landesliga Niedersachsen aufgenommen. Nach einer Spielzeit wechselte er in die Regionalliga Nord zur SV Drochtersen/Assel. Im Sommer 2021 erfolgte sein Wechsel in die Regionalliga Südwest zum TSV Steinbach Haiger.
Nach einer Spielzeit und 21 Spielen mit sechs Toren für seinen Verein wechselte er im Sommer 2022 in die 3. Liga zum VfL Osnabrück. Dort kam er auch zu seinem ersten Einsatz im Profibereich, als er am 22. Juli 2022, dem 1. Spieltag, beim 1:0-Heimsieg gegen den MSV Duisburg in der 75. Spielminute für Ba-Muaka Simakala eingewechselt wurde.
Am 27. Mai 2023 erzielte er am letzten Spieltag gegen die zweite Mannschaft von Borussia Dortmund in der sechsten Minute der Nachspielzeit unmittelbar vor dem Schlusspfiff den 2:1-Siegtreffer für den VfL Osnabrück. Durch den Sieg stieg der Verein direkt in die 2. Fußball-Bundesliga auf. Nach dem direkten Wiederabstieg mit Osnabrück war er kein Stammspieler mehr und wechselte im Januar 2025 zu den Kickers Offenbach.